# Jesús Delgado Valhondo
Jesús Delgado Valhondo (Mérida, 19 de febrero de 1909-Badajoz, 23 de julio de 1993) fue un poeta y escritor español.

## Biografía
Jesús Delgado Valhondo nació en Mérida en 1909, el día 19 de febrero, pero tras la muerte de su padre la familia se trasladó a Cáceres. A los seis años quedó marcado por las consecuencias de una enfermedad que durante el resto de su vida le dejó una cojera. Estudió magisterio y en 1934 aprobó la oposición de ingreso en el cuerpo de maestros, iniciando su carrera docente en Trevejo en el norte de Cáceres. Tras la guerra civil española, la Ley de 10 de febrero de 1939, que fijaba normas para la depuración política de funcionarios públicos, supuso una sanción y un traslado forzoso debido a su afiliación a Alianza Republicana y por haber ostentado el cargo de secretario de la Unión General de Trabajadores en el sector de la enseñanza.
Considerado un «poeta de vocación tardía», fue cofundador de la revista literaria Alcántara (1945), y de la Asociación de Escritores Extremeños, de la que fue nombrado presidente honorario. Trabajó como articulista para el diario Hoy y a través de su producción literaria, llegó a recibir el reconocimiento de artistas de renombre como Juan Ramón Jiménez que declaró:

Ahora se escribe en España muy buena poesía. Aquí traigo un libro, La esquina y el viento, de Delgado Valhondo, nutrido de la mejor poesía moderna.

En 1978 recibió el Primer Premio de Poesía "Hispanidad" y en 1979 se presentó en las listas de la Unión de Centro Democrático en las elecciones municipales, siendo elegido teniente alcalde de Badajoz. En 1988 le fue concedida la Medalla de Extremadura por sus méritos humanos, profesionales y literarios y en julio de 1988 fue nombrado Hijo Predilecto por el Ayuntamiento de Mérida. 
Desde su fallecimiento el 23 de julio de 1993, se han publicado varios libros recopilatorios tanto de su prosa como de su poesía, además de análisis de su obra por parte de otros autores, y en 2005 se creó la Fundación Delgado Valhondo para difusión y promoción de su obra. La Biblioteca Pública del Estado en Mérida lleva su nombre.